# Gmina Leroy (hrabstwo Audubon)

Położenie Gminy Leroy w hrabstwie Audubon

Gmina Leroy (ang. Leroy Township) – gmina w USA, w stanie Iowa, w hrabstwie Audubon. Według danych z 2000 roku gmina miała 2750 mieszkańców.